# 울리히 비징거
울리히 "울리" 비징어(독일어: Ulrich "Uli" Biesinger; 1933년 8월 6일 ~ 2011년 6월 18일)는 독일의 전 축구 선수로, 프로 리그 및 국가대표팀 무대에서 모두 공격수로 활약했다.

## 경력
아우크스부르크-오버하우젠 출신인 비징어는 아우크스부르크의 공격자원이었다. 1954년부터 1958년까지, 그는 서독 국가대표팀 경기에 7번 출전해 2골을 기록했다. 그는 1954년 월드컵에 참가한 서독 국가대표팀의 최연소 선수였다.
비징어는 중앙 공격수로 활약했다. 그는 1952년부터 1959년까지 남부 오버리가에서 187번의 경기에 출전해 105골을 기록했는데, 아우크스부르크는 1959년에 강등되었다.